# Jenynsia sulfurica
Jenynsia sulfurica — вид коропозубоподібних риб родини чотириочкових (Anablepidae). Відкритий у 2019 році.

## Поширення
Ендемік Аргентини. Поширений лише у сірководневому джерелі Laguna La Quinta, яке є частиною термальної система на заході пагорбів Санта-Барбара у департаменті Санта-Барбара в провінції Жужуй на північному заході країни.

## Опис
Тіло блідо-рожевого кольору з 8-11 неправильними плямами вздовж бічної лінії темно-коричневого кольору.